# Басилея
Басиле́я (др.-греч. Βασιλεία — царская власть) — богиня царской власти, по Аристофану — дочь Зевса, хранительница его молний. Герой комедии Писфетер просит её себе в жёны.
Согласно Дионисию Скитобрахиону, Басилея — дочь Урана и Титеи-Геи, прозвана Великой матерью, стала царицей после смерти отца. Сестра Гипериона, выходящая за него замуж, родила Гелиоса и Селену. После смерти детей и мужа впала в безумие и блуждала по стране с тимпанами и кимвалами (см. Кибела).